# Petrești
Petrești es una comuna ubicada en el distrito de Satu Mare, Rumania.

## Superficie
Posee una superficie de 29,45 kilómetros cuadrados.

## Demografía
Hasta 2021 la población era de 1388 habitantes, con una densidad de población de 47,13 habitantes por kilómetro cuadrado.